# Struszia harrisoni
Struszia harrisoni (лат.) — вид трилобитов рода Struszia из отряда Phacopida, живших во времена силурийского периода (Wenlock — Ludlow Epoch, около 430 млн лет; Avalanche Lake, горы Маккензи, Северо-Западные территории, Канада). Назван в честь британского музыканта Джорджа Харрисона, члена группы The Beatles.

## Описание
Глабель относительно более узкая, чем у Struszia dimitrovi; длина составляет 105—115 процентов от ширины; боковые доли L2—L4 менее сильно вздуты, чем у S. dimitrovi, небольшие бугорки отчетливо отличаются от вздутий боковых долей; бугорки III-1 и IV-1 могут быть отчетливо увеличены; длина (поперечная) L0 обычно составляет около 30 процентов от ширины; отчетливый поперечный ряд бугорков около заднего края затылочного кольца; тонкий, слабо загнутый вверх щёчный шип обычно присутствует у крупных экземпляров; прекранидиальный выступ иногда короче, чем либригенальное поле; пигидиум с 92—112 плевральными кольцами, обычно 102 или 112. Ростральная пластина умеренно широкая, субтрапециальная, с несколькими бугорками; соединительные швы расходятся к передней борозде, субпараллельные вентрально; передняя борозда неглубокая на либригене и ростральной пластине.

## Классификация
Вид был впервые описан в 1993 году канадскими палеонтологами Грегори Эджкомб и Брайан Чаттертон (Альбертский университет, Эдмонтон, Канада) в составе номинативного подрода Struszia s.str. рода Struszia семейства †Encrinuridae из отряда факопиды.